# Teo Fabi
Teodorico «Teo» Fabi (Milán, Italia; 9 de marzo de 1955), es un expiloto de automovilismo italiano. Participó en 71 Grandes Premios de Fórmula 1 en 1982, y entre 1984 y 1987. Consiguió dos podios y tres pole positions, pero nunca lideró una vuelta.
Participó de la CART en 1983 y 1984, entre 1988 y 1990, y entre 1992 hasta 1996. En esa categoría logró cinco victorias, 14 podios y 10 poles (una de ellas fue en las 500 Millas de Indianápolis de 1983) en 118 carreras. Fue Novato del Año y obtuvo el segundo puesto del campeonato en 1983, y el cuarto en 1989. 
También participó de las carreras de resistencia, donde fue campeón del Campeonato Mundial de Resistencia en 1991 con un Jaguar, y participó de seis ediciones de las 24 Horas de Le Mans, donde fue segundo en 1993, y tercero en 1991.

## Carrera deportiva
Tras competir en Fórmula 3 y Fórmula 2 Europea, entre otras categorías, Fabi debutó en la Fórmula 1 en 1982 con el equipo Toleman, conduciendo el monoplaza motorizado por Hart. Durante esa temporada, el coche fue poco competitivo, y Fabi solo logró clasificarse en siete de las catorce carreras en las que se presentó, siendo su mejor resultado un séptimo puesto en el Gran Premio de San Marino, aunque no fue clasificado oficialmente por estar ocho vueltas detrás del líder.
Corrió también en el campeonato de CART de 1983 con el equipo Forsythe Racing. Fue el segundo piloto a calificarse para a pole position de las 500 Millas de Indianápolis como novato. Lideró las primeras 23 vueltas hasta que tuvo que retirarse de la carrera en la vuelta 44 debido a un problema en la válvula de combustible. Luego obtuvo cuatro triunfos en Pocono, Mid-Ohio, Laguna Seca y Phoenix, así como un segundo puesto y dos terceros, por lo que resultó subcampeón a cinco puntos de Al Unser.
En 1984, Fabi se unió al equipo Brabham como segundo piloto detrás del campeón mundial Nelson Piquet, gracias al patrocinio de Parmalat, que buscaba un piloto italiano en el equipo. Simultáneamente, compitió en la serie CART para Forsythe , lo que lo llevó a perderse algunos Grandes Premios de Fórmula 1, siendo reemplazado por su hermano menor, Corrado Fabi. Su mejor resultado en la temporada fue un tercer lugar en Detroit, finalizando el año en la duodécima posición del campeonato con nueve puntos.
Tras ser descartado por Brabham, Fabi regresó a Toleman en 1985, equipo que enfrentó problemas para participar en las primeras carreras debido a la falta de un proveedor de neumáticos. Con el patrocinio de Benetton, Fabi obtuvo la única pole position en la historia del equipo en el Gran Premio de Alemania, aunque problemas mecánicos lo relegaron durante la carrera. No logró sumar puntos esa temporada.
En 1986, Toleman se transformó en Benetton Formula, y Fabi continuó como piloto junto a Gerhard Berger. El equipo utilizó motores BMW turboalimentados, y Fabi destacó en clasificación, logrando poles en los Grandes Premios de Austria e Italia. Sin embargo, problemas de fiabilidad limitaron sus resultados en carrera, siendo su mejor posición un quinto lugar en España. La temporada 1987, ahora con motores Ford y Thierry Boutsen como compañero de equipo, fue más consistente, logrando puntos en cinco ocasiones y alcanzando un tercer lugar en el Gran Premio de Austria. Finalizó la temporada en la novena posición del campeonato, su mejor resultado en la categoría.

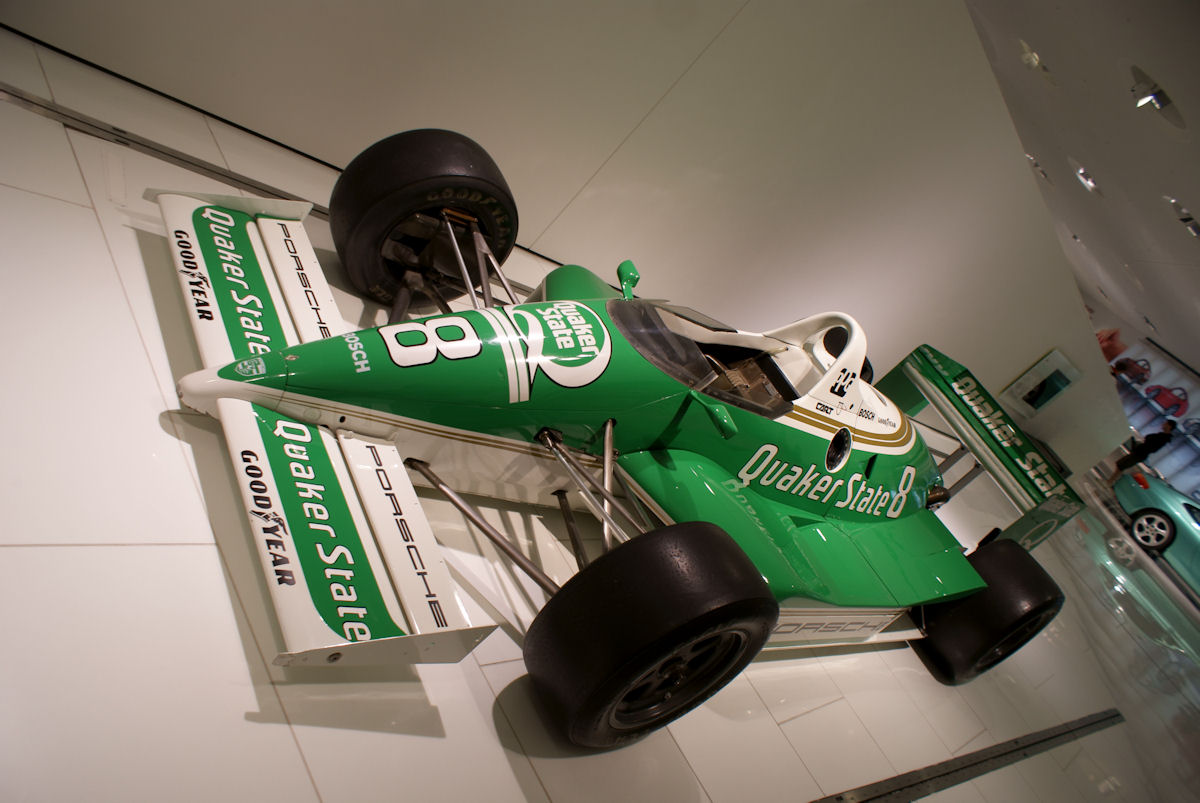
Porsche 2708 de CART, de 1988.

Fabi retornó a la CART en 1988 con el equipo oficial Porsche, resultando décimo en el campeonato sin podios. En 1989 triunfó en Mid-Ohio y acumuló cuatro podios y ocho top 5 en 15 carreras, resultando cuarto en el campeonato. En 1990 obtuvo un podio y acabó 14.º en la clasificación general. En 1993, Fabi volvió a la CART como piloto titular de Hall VDS, resultando undécimo ese año y noveno en 1993, sin obtener podios. En 1995 volvió al equipo Forsythe, con el que obtuvo un podio y repitió el noveno puesto de campeonato.
Teo también obtuvo éxito en la carrera de piloto de carrera de carros deportivos, culminando con la conquista del Campeonato Mundial de Resistencia de 1991, por el equipo Tom Walkinshaw Racing (TWR) pilotando un Jaguar oficial.

## Resultados

### Fórmula 1
(Clave) (negrita indica pole position) (cursiva indica vuelta rápida)

| Año     | Escudería                | 1       | 2       | 3       | 4       | 5       | 6        | 7       | 8       | 9       | 10      | 11      | 12      | 13      | 14      | 15      | 16      | Pos. | Puntos |
| ------- | ------------------------ | ------- | ------- | ------- | ------- | ------- | -------- | ------- | ------- | ------- | ------- | ------- | ------- | ------- | ------- | ------- | ------- | ---- | ------ |
| 1982    | Candy Toleman Motorsport | RSA DNQ | BRA DNQ | USW DNQ | SMR NC  | BEL Ret | MON DNPQ | USE DNP | CAN DNP | NED DNQ | GBR Ret | FRA Ret | GER DNQ | AUT Ret | SUI Ret | ITA Ret | LVG DNQ | NC   | 0      |
| 1984    | MRD International        | BRA Ret | RSA Ret | BEL Ret | SMR Ret | FRA 9   | MON      | CAN     | USE 3   | USA     | GBR Ret | GER Ret | AUT 4   | NED 5   | ITA Ret | EUR Ret | POR     | 12.º | 9      |
| 1985    | Toleman Group Motorsport | BRA     | POR     | SMR     | MON Ret | CAN Ret | USE Ret  | FRA 14† | GBR Ret | GER Ret | AUT Ret | NED Ret | ITA 12  | BEL Ret | EUR Ret | RSA Ret | AUS Ret | NC   | 0      |
| 1986    | Benetton Formula Ltd     | BRA 10  | ESP 5   | SMR Ret | MON Ret | BEL 7   | CAN Ret  | USE Ret | FRA Ret | GBR Ret | GER Ret | HUN Ret | AUT Ret | ITA Ret | POR 8   | MEX Ret | AUS 10  | 15.º | 2      |
| 1987    | Benetton Formula Ltd     | BRA Ret | SMR Ret | BEL Ret | MON 8   | USE Ret | FRA 5    | GBR 6   | GER Ret | HUN Ret | AUT 3   | ITA 7   | POR 4†  | ESP Ret | MEX 5   | JPN Ret | AUS Ret | 9.º  | 12     |
| Fuente: |                          |         |         |         |         |         |          |         |         |         |         |         |         |         |         |         |         |      |        |